# Antoine Nicolas Dezallier d'Argenville
Ne doit pas être confondu avec Antoine Joseph Dezallier d'Argenville.
Antoine Nicolas Dezallier d'Argenville est un naturaliste et critique d'art français né à Paris le 27 août 1723 et mort dans la même ville le 26 septembre 1796.

## Biographie
Fils d'Antoine Joseph Dezallier d'Argenville (1680-1765), également naturaliste et critique d'art, il est l'auteur de plusieurs ouvrages sur l'histoire de l'Art et le jardinage, souvent cités, et généralement publiés sous l'anonymat.

### Principaux ouvrages
- Voyage pittoresque de Paris, ou Indication de tout ce qu'il y a de plus beau dans cette grande ville en peinture, sculpture et architecture, Paris : De Bure l'aîné, 1749, in-12, 277 pp., lire en ligne ; (autres éd. : 1752, lire en ligne, 1755, 1757, 1762, 1765, lire en ligne, 1768, 1770, 1778, lire en ligne, 1779, 1813) ;
- Voyage pittoresque des environs de Paris ou description des Maisons royales, châteaux et autres lieux de plaisance situés à quinze lieues aux environs de cette ville, 1755, Paris, de Bure l'aîné, in 12°, 364 pages, lire en ligne , (autres éditions : 1762, 1768, lire en ligne, 1779, lire en ligne ) ;
- La Pratique du jardinage, par M. l'abbé Roger Schabol, ouvrage rédigé après sa mort sur ses mémoires, par M. D***, Paris : Debure père, 1770, 2 vol. in-8°, XXVI-693 pp., fig., pl. gr. (nlle. éd. : 1774)
- La Théorie du jardinage, par M. l'abbé Roger Schabol, ouvrage rédigé après sa mort sur ses mémoires, par M. D***, Paris : Debure père, 1771, in-8°, XXIV-408 pp., fig. (nlle. éd. : 1774)
- Manuel du jardinier, ou Journal de son travail distribué par mois, Paris : Debure père, 1772, in-12, VI-110 pp. (nlle. éd. : 1801)
- Dictionnaire du jardinage relatif à la théorie et à la pratique de cet art, Paris : frères Debure, 1777, in-12, VIII-466 p. et pl. lire en ligne ;
- Description sommaire des ouvrages de peinture, sculpture et gravure exposés dans les salles de l'Académie royale, Paris : De Bure père, 1781, in-8, XXX-112 p., front. Gravé, lire en ligne ;
- Vies des fameux architectes depuis la renaissance des arts, Paris : chez Debure l'aîné, 1787, 2 vol. in-8°, front. Gravés, lire en ligne : tome 1, tome 2.